# Lisanne Falk
Lisanne Falk (Long Beach, Nueva York; 3 de diciembre de 1964) es una actriz estadounidense nacionalizada británica.
Falk interpretó el papel de Heather McNamara en la película Heathers (1988). Falk también es una exmodelo cuando era niña, que trabajaba en la agencia Ford Modeling Agency con Brooke Shields.  Falk puede ser mejor reconocida por interpretar a una joven aparentemente molesta en un baño de hombres en el álbum de los Foreigner, Head Games. Su trabajo como modelo fue presentado en el libro Lisanne: A Young Model.

## Filmografía
- Born Beautiful (1982) como Modelo
- Violated (1984) como Judy Engele
- Prince of Bel Air (1986) como Stacy
- Less Than Zero (1987) como Patti
- Werewolf (1987) como Michelle
- In the Mood (1987) como Jamie
- I Love N.Y. (1987) como Linda
- Heathers (1988) como Heather McNamara
- The Preppie Murder (1989)como Alex LaGatta
- Say Anything... (1989) como Sandra
- ABC Afterschool Specials (1990) como Karen
- Aftermath: A Test of Love (1991) como Gretchen
- Night on Earth (1991) como Mánager
- Runaway Father (1991) como Marjean
- Dead Silence (1991) como Joan Reducci
- Leather Jackets (1992) como Shanna
- Suicide Kings (1997) como Esposa de Marty
- The First to Go (1997) como Anne
- Shattered Image (1998) como Paula/Laura
- Casablanca (cortometraje) (2002) como Wendy